# Siegfried Voß
 Siegfried Voß  (* 16. Juni 1940 in Königsberg; † 22. April 2011 in Halle) war ein deutscher Schauspieler.

## Leben
Wie viele seiner Kollegen begann Siegfried Voß nach seinem Schauspielstudium am Theater in Meiningen, bis er 1968 zum Landestheater Halle an der Saale wechselte, wo er auch, nach dessen Eröffnung, am neuen theater Halle unter Peter Sodann wirkte. Für ein größeres Publikum trat er in einigen DEFA-Filmen auf und spielte in vielen Fernsehinszenierungen mit, darunter in Fernsehspielen des Studios Halle und zwischen 1969 und 1987 in 24 Produktionen des Fernsehtheaters Moritzburg. Zu nennen sind hier beispielsweise Ungewöhnlicher Ausflug (1969) von Hans-Albert Pederzani, Die zweite Ehe (1970) von Heinz Kahlow, Liebe mit Engel Gabriel (1973) von Giovanni Boccaccio, Geschichten aus dem Wienerwald (1979) von Ödön von Horváth, Neunundzwanzig Grad im Schatten (1979) von Eugène Labiche, Unsere egoistischen Eltern (1980) von Traudel Brennecke, Streichquartett (1981) von Szöke Szakall, Stimmung unterm Dach (1982) von Rolf Neuparth und Rollentausch (1987) von Dieter Müller. Auch in der Fernsehreihe Polizeiruf 110 war er regelmäßig zu sehen. Ebenfalls sehr gefragt war Siegfried Voß als Hörspiel- und Synchronsprecher.

## Filmografie
- 1967: Das Tal der sieben Monde
- 1970: Aus unserer Zeit
- 1970: Cosinus und Glocken (Fernsehtheater Moritzburg; nicht ausgestrahlt)
- 1970: Dialog im Krankenzimmer (Fernsehtheater Moritzburg)
- 1970: Wer zuletzt lacht ... (Fernsehtheater Moritzburg)
- 1974: Man sollte nicht schwindeln (Fernsehtheater Moritzburg)
- 1974: Spätpodium: Von Fackeln, Funzeln und anderem Gelichter (Fernsehtheater Moritzburg)
- 1975: Spätpodium: Als ich auf dem Wacholder saß (Fernsehtheater Moritzburg)
- 1977: Scherz, Satire, Ironie und tiefere Bedeutung (Theateraufzeichnung)
- 1978: Geschichten aus dem Wiener Wald (Theateraufzeichnung)
- 1979: Kleistertopf und Tantentricks (Fernsehtheater Moritzburg; nicht ausgestrahlt)
- 1980: April! April! (Fernsehtheater Moritzburg)
- 1981: Zieht blank, Kavaliere! oder Der Schwarzkünstler (Fernsehtheater Moritzburg)
- 1981: Meine Wege – deine Wege (Fernsehtheater Moritzburg)
- 1981: Paul als Schlüsselfigur(Fernsehtheater Moritzburg)
- 1982: Ungleiche Rivalen (Fernsehtheater Moritzburg)
- 1984: Wand an Wand (Fernsehtheater Moritzburg)
- 1985: Die Wette (Fernsehtheater Moritzburg)
- 1989: Die Reise des Monsieur Perrichon (Fernsehtheater Moritzburg)
- 1986: Jan auf der Zille
- 1992: Tatort: Tod aus der Vergangenheit (Fernsehreihe)
- 1993: Polizeiruf 110: In Erinnerung an … (Fernsehreihe)
- 1995: Polizeiruf 110: Der Pferdemörder
- 1999: Polizeiruf 110: Mordsfreunde
- 2000: Polizeiruf 110: Tote erben nicht
- 2001: Polizeiruf 110: Zerstörte Träume
- 2003: Polizeiruf 110: Mama kommt bald wieder
- 2005: Polizeiruf 110: Vollgas

## Theater
- 1966: Anna Elisabeth Wiede: Das Untier von Samarkand (Untier) – Regie: Helmut Rudloff (Das Meininger Theater)
- 1966: Hans José Rehfisch: Nickel und die sechsunddreißig Gerechten (Studiosus Zeisig) – Regie: Fred Grasnick/Dieter Groß (Das Meininger Theater)
- 1968: Manfred Freitag/Joachim Nestler: Seemannsliebe – Regie: Fred Grasnick (Das Meininger Theater)
- 1968: Hermann Kant: Die Aula (Robert Iswall) – Regie: Horst Schönemann (Landestheater Halle/Saale)
- 1969: Armin Stolper: Zeitgenossen (Kowaljow) – Regie: Christoph Schroth (Landestheater Halle/Saale)
- 1971: William Shakespeare: Ein Sommernachtstraum – Regie: Christoph Schroth (Landestheater Halle/Saale)
- 1972: Agnieszka Osiecka: Appetit auf Frühkirschen – Regie: Lothar Schneider (Landestheater Halle/Saale)
- 1974: Friedrich Wolf: Der arme Konrad (Herzog Ulrich) – Regie: Dieter Perlwitz/Renate Petzold (Theater der jungen Garde Halle/Saale)
- 1974: Katalin Benedek: Unter uns die Stadt – Regie: Claus Martin Winter (Landestheater Halle/Saale)
- 1976: Jakob Michael Reinhold Lenz: Die Soldaten (Wesener) – Regie: Horst Ruprecht (Landestheater Halle/Saale)
- 1976: Ödön von Horváth: Geschichten aus dem Wiener Wald (Zauberkünstler) – Regie: Horst Ruprecht (Landestheater Halle/Saale)
- 1977: Georg Büchner: Dantons Tod (Saint-Just) – Regie: Horst Ruprecht (Landestheater Halle/Saale)
- 1978: Bertolt Brecht: Die Dreigroschenoper (Peachum) – Regie: Horst Ruprecht (Landestheater Halle/Saale)
- 1979: Jewgeni Schwarz: Der Schatten – Regie: ? (Landestheater Halle/Saale)
- 1981: Johann Wolfgang von Goethe: Der Triumph der Empfindsamkeit (Merkulo) – Regie: Dieter Wardetzky (Goethe-Theater Bad Lauchstädt)
- 1982: Bertolt Brecht: Mutter Courage und ihre Kinder (Koch) – Regie: Peter Sodann (Landestheater Halle/Saale)
- 1986: Curt Goetz: Menagerie (Der Hund im Hirn – Professor) – Regie: Jürgen Mai (neues theater Halle)
- 1986: Ion Druță: Das Allerheiligste (Michai) – Regie: Peter Sodann (Landestheater Halle/Saale)
- 1987: Friedrich Dürrenmatt: Romulus der Große (Romulus Augustus) – Regie: Peter Sodann (Neues Theater Halle/Saale)
- 1989: Michail Bulgakow: Molière (Molière) – Regie: Wladimir Tarasjanz (Landestheater Halle/Saale)
- 1989: Tschingis Aitmatow: Die Richtstatt (Boston) – Regie: Peter Sodann (Landestheater Halle/Saale)
- 1990: Johann Wolfgang von Goethe: Urfaust – Regie: Erhard Preuk (Goethe-Theater Bad Lauchstädt)
- 1991: Friedrich Schiller: Die Verschwörung des Fiesco zu Genua (Verrina) – Regie: Peter Sodann (Neues Theater Halle/Saale)
- 1995: Bertolt Brecht: Herr Puntila und sein Knecht Matti – Regie: Manfred Wekwerth (Neues Theater Halle/Saale)
- 2001: Hugo von Hofmannsthal: Jedermann (Teufel, Priester) – Bearbeitung und Regie: Manfred Wekwerth (Neues Theater Halle/Saale im Dom zu Halle)
- 2003: Christopher Marlowe: Dr. Faustus – Regie: Manfred Wekwerth (Dom zu Halle – Domfestspiele)

## Hörspiele
- 1969: Eberhard Fensch: Widerspruch – Regie: Horst Schönemann (Hörspiel – Rundfunk der DDR)
- 1969: Daniel Defoe: Die seltsamen und überraschenden Abenteuer des Robinson Crusoe – Seemann aus York (Badener) – Regie: Klaus Zippel (Kinderhörspiel, 2 Teile – Rundfunk der DDR)
- 1970: Jewgeni Gabrilowitsch/Juli Raisman/Armin Stolper: Zeitgenossen – Regie: Walter Niklaus (Hörspiel – Rundfunk der DDR)
- 1970: Béla Balázs: Heimkehr (Stilasi) – Regie: Helmut Hellstorff (Hörspiel – Rundfunk der DDR)
- 1972: Dieter Müller: 8.00 Uhr – Ritterstraße (Hoffmann) – Regie: Klaus Zippel (Kinderhörspiel – Rundfunk der DDR)
- 1974: Amos Rugunku/Helga Pfaff: Was für ein gewaltiger Tag (Mwalimu) – Regie: Günter Bormann (Kinderhörspiel – Rundfunk der DDR)
- 1975: Kurt Zimmermann: Nelken für ALTA (Brauer) – Regie: Klaus Zippel (Kinderhörspiel, 1. Teil – Rundfunk der DDR)
- 1976: Hans Kubisch: Bis nachher, Liebling (Erik, Bankier) – Regie: Klaus Zippel (Kriminalhörspiel/Kurzhörspiel – Rundfunk der DDR)
- 1976: Gerd Zebahl: Eine sehr junge Frau (Harrimann) – Regie: Klaus Zippel (Kriminalhörspiel/Kurzhörspiel – Rundfunk der DDR)
- 1977: Linda Teßmer: Das Handikap (Wischowski) – Regie: Klaus Zippel (Kriminalhörspiel/Kurzhörspiel – Rundfunk der DDR)
- 1977: Dorothy L. Sayers: In die Irre geführt (Mr. Harcourt) – Regie: Klaus Zippel (Kriminalhörspiel/Kurzhörspiel – Rundfunk der DDR)
- 1982: Sergei Mstislawski: Ein Mann namens Gratsch – Regie: Klaus Zippel (Kinderhörspiel, 2. und 3. Teil – Rundfunk der DDR)
- 1987: Hans Fallada: Jeder stirbt für sich allein – Regie: Werner Grunow (Hörspiel, 2. Teil – Rundfunk der DDR)
- 1994: Uwe Saeger: Die Umbenennung des Feuers – Regie: Walter Niklaus (Hörspiel – SDR)
- 2000: Donna W. Cross: Die Päpstin (Kardinal) – Regie: Walter Niklaus (Hörspiel, 5 Teile – MDR)
- 2000: Francis Durbridge: Tief in der Nacht – Regie: Christoph Dietrich (Kriminalhörspiel – MDR)
- 2001: Józef Ignacy Kraszewski: Gräfin Cosel (Wackerbarth) – Regie: Walter Niklaus (Hörspiel, 2 Teile – MDR)
- 2001: David Grossman: Nono. Zickzackkind (Aufseher) – Regie: Götz Fritsch (Kinderhörspiel – MDR/SWR)
- 2002: Dorothy L. Sayers: Der Mann ohne Gesicht (Inspektor Parker) – Regie: Klaus Zippel (Kriminalhörspiel – MDR/Sender Freies Berlin)
- 2002: Samuel Shem: House of God (Gilheeny) – Regie: Norbert Schaeffer (Hörspiel des Monats September 2002, 5 Teile – MDR)
- 2004: Robert Merle: Die geschützten Männer (Dr. Grabel) – Regie: Stefan Dutt (Hörspiel – MDR)
- 2005: Jules Verne: In 80 Tagen um die Welt (Kapitän der „Rangoon“) – Regie: Stefan Dutt (Science-Fiction – Hörspiel, 5 Teile – MDR)
- 2005: Friedrich Schiller: Kabale und Liebe (Bedienter) – Regie: Leonhard Koppelmann (Hörspiel – MDR)
- 2006: Hans Bräunlich: Wespen im Schnee (Richter) – Regie: Götz Fritsch (Hörspielcollage – MDR)
- 2006: William Kotzwinkle: Ein Bär will nach oben (Richter) – Regie: Irene Schuck (Hörspiel – MDR)
- 2008: Michael Schulte: Mendelssohn-Almanach (Gast) – Regie: Nikolai von Koslowski (Kurzhörspiel, 6. Teil – MDR)
- 2009: Rolf Schneider: Die Affäre Winckelmann (Arzt) – Regie Walter Niklaus (Hörspiel – MDR/ORF)
- 2010: Ray French: Ab nach unten (Tony) – Regie: Thomas Wolfertz (Hörspiel – MDR/ORF)

## Auszeichnungen
- 1987: Händel-Preis des Rates des Bezirkes Halle[1]

## Synchronisationen
| Film                                   | Jahr                       | Rolle                      | Darsteller             |
| -------------------------------------- | -------------------------- | -------------------------- | ---------------------- |
| Anklageschrift                         | 1950 (Synchro 1985)        | Kommissar Constantin       | Andrea Checchi         |
| Mein schöner Ehemann                   | 1959 (Synchro 1981)        | Marco Tornabuoni           | Marcello Mastroianni   |
| Jeder Dieb braucht ein Alibi           | 1959 (Synchro 1981)        | Kommissar Gennaro Di Sapio | Totò                   |
| Die Nacht vor dem Gelübde              | 1960                       | Don Paolo Conti            | Massimo Girotti        |
| Die Bacchantinnen                      | 1961 (DDR-Synchro 1984)    | Hirte                      | Gérard Landry          |
| Das total verrückte Krankenhaus        | 1967 (Synchro 1973)        | Fred                       | Julian Orchard         |
| Der schöne Körper der Deborah          | 1968 (DDR-Synchro 1988)    | Philip                     | Luigi Pistilli         |
| Weiße Westen für Ganoven               | 1968 (Synchro 1983)        | Jerome                     | Terry-Thomas           |
| La Bambolona – die große Puppe         | 1968 (Synchro 1983)        | Giulio Broggini            | Ugo Tognazzi           |
| Sehnsucht nach Djamila                 | 1969                       | Erzähler                   | Tschingis Aitmatow     |
| Neun im Fadenkreuz                     | 1971 (2. Synchro DDR 1975) | Stéphane Carella           | Jean-Louis Trintignant |
| Dein Vergnügen ist auch mein Vergnügen | 1972 (Synchro 1984)        | Visconte                   | Attilio Dottesio       |
| Das Attentat                           | 1972 (DDR-Synchro)         | CIA-Verantwortlicher       | Nigel Davenport        |
| Solaris                                | 1972 (2. Synchro 1989)     | Vater                      | Nikolai Grinko         |
| Der Spiegel                            | 1975 (Synchro 1989)        | Alexei Alexandrowitsch     | Innokenti Smoktunowsk  |
| Bittersüße Liebe                       | 1976 (Synchro 1990)        | Ben Peterson               | Robert Alda            |
| Die Garage                             | 1980 (Synchro 1988)        | Sidorin                    | Walentin Gaft          |
| Das Gold der Daker                     | 1980                       | Deceneu                    | Emanoil Petruț         |
| Der weite Ritt der Gelben Rose         | 1980                       | Aga Villara                | Petre Gheorghiu Dolj   |
| Bulldoggen und Kirschen                | 1981                       | Carmello                   | Marián Labuda          |
| Grog                                   | 1982                       | Nicola Fanelli             | Franco Nero            |
| Kaktus                                 | 1986                       | Tom                        | Norman Kaye            |
| Albert Einstein                        | 1990                       | Albert Einstein            | Tālivaldis Āboliņš     |